# Koszul-Vinberg-Algebra
Eine Koszul-Vinberg-Algebra (auch Prä-Lie-Algebra) ist eine algebraische Struktur über einem Modul, genauer ist es eine Algebra {\displaystyle M}, deren Multiplikation links- oder rechtssymmetrisch ist, dies ist gleichbedeutend zur Aussage, dass für den Assoziator die Identität
{\displaystyle A(x,y,z)=A(y,x,z)\quad } oder {\displaystyle \quad A(x,y,z)=A(x,z,y)}
gilt. Zur Unterscheidung spricht man von der linken und rechten Koszul-Vinberg-Algebra.
Die Koszul-Vinberg-Algebra ist nach Jean-Louis Koszul und Ernest Borissowitsch Winberg benannt. Weitere geläufige Namen sind links- respektive rechtssymmetrische Algebra (kurz LSA und RSA), quasi-assoziative Algebra, Vinberg-Algebra und Koszul-Algebra.
Der Name Prä-Lie-Algebra kommt daher, dass eine KV-Algebra mit dem Kommutator {\displaystyle [x,y]=x\cdot y-y\cdot x} eine Lie-Algebra respektive Lie-Zulässige-Algebra ist, siehe unten. Bei einer allgemeinen (nicht-assoziativen) Algebra ist dies nicht unbedingt der Fall.

## Definition
Sei {\displaystyle K} ein kommutativer Ring mit Eins und {\displaystyle (M,\cdot )} eine {\displaystyle K}-Algebra, das heißt ein {\displaystyle R}-Modul mit einer {\displaystyle K}-bilinearen Abbildung {\displaystyle (x,y)\mapsto x\cdot y}.
Der Assoziator ist definiert als
{\displaystyle A(x,y,z):=(x\cdot y)\cdot z-x\cdot (y\cdot z).}
Man nennt {\displaystyle (M,\cdot )} eine  linke Koszul-Vinberg-Algebra, wenn
{\displaystyle A(x,y,z)=A(y,x,z)}
für alle {\displaystyle x,y,z\in M} gilt.
Man nennt {\displaystyle (M,\cdot )} eine  rechte Koszul-Vinberg-Algebra, wenn
{\displaystyle A(x,y,z)=A(x,z,y)}
für alle {\displaystyle x,y,z\in M} gilt.

### Erläuterungen
Ausgeschrieben gilt somit bei der linken KV-Algebra
{\displaystyle (x\cdot y)\cdot z-x\cdot (y\cdot z)=(y\cdot x)\cdot z-y\cdot (x\cdot z)}
und bei der rechten KV-Algebra
{\displaystyle (x\cdot y)\cdot z-x\cdot (y\cdot z)=(x\cdot z)\cdot y-x\cdot (z\cdot y)}
für alle {\displaystyle x,y,z\in M}.

### Zusammenhang zur Lie-Algebra
Der Kommutator {\displaystyle [x,y]=x\cdot y-y\cdot x} einer Koszul-Vinberg-Algebra {\displaystyle (M,\cdot )} ist eine Lie-Klammer, denn es gilt die Jacobi-Identität
{\displaystyle [[x,y],z]+[[y,z],x]+[[z,x],y]=A(x,y,z)+A(y,z,x)+A(z,x,y)-A(y,x,z)-A(x,z,y)-A(z,y,x)=0}
für alle {\displaystyle x,y,z\in M}.